# Alfred Deschamps
Pour les articles homonymes, voir Deschamps.
Afred Deschamps (né le 29 septembre 1896 à Aimargues et décédé le 8 octobre 1968 à Arles) est un militant anarchiste français.

## Biographie
Militant anarchiste, il appartient dès les années 1920 avec ses frères au groupe d'Aimargues qui se réunissait à la Maison du peuple et comptait une quarantaine de membres.